# NGC 3971
NGC 3971 (również NGC 3984, PGC 37443 lub UGC 6899) – galaktyka soczewkowata (S0), znajdująca się w gwiazdozbiorze Wielkiej Niedźwiedzicy. Jest to galaktyka z aktywnym jądrem typu LINER.
Odkrył ją William Herschel 3 lutego 1788 roku. John Herschel prawdopodobnie obserwował ją 10 kwietnia 1831 roku, lecz błędnie obliczył jej pozycję i w wyniku tego skatalogował ją jako nowo odkryty obiekt. John Dreyer skatalogował obie te obserwacje jako, odpowiednio, NGC 3971 i NGC 3984. W bazie SIMBAD jako NGC 3984 skatalogowano galaktykę PGC 37632 (UGC 6943).